# Getreideplattkäfer
Der Getreideplattkäfer (Oryzaephilus surinamensis) ist ein Käfer aus der Familie der Raubplattkäfer (Silvanidae).

## Merkmale
Getreideplattkäfer werden 2,5 bis 3,5 Millimeter lang. Sie sind braun und fein anliegend hell behaart. Ihr Kopf ist breit und hat vorstehende Facettenaugen. Der Halsschild trägt an den Seiten je sechs Zähnchen. Die Halsschildscheibe hat drei Längsrippen. Die Deckflügel sind geringfügig breiter als der Halsschild und tragen erhabene Längsrippen, zwischen denen Punktreihen verlaufen. Die Männchen unterscheiden sich von den Weibchen durch einen Zahn auf den Schenkeln (Femora) der Hinterbeine. Die Art kann sehr leicht mit Oryzaephilus mercator verwechselt werden. Diese Art besitzt jedoch Schläfen, die nicht etwa gleich lang wie die Facettenaugen sind, sondern kürzer als die halbe Länge der Augen.

## Verbreitung und Lebensweise
Die Tiere sind typische Kulturfolger und kosmopolitisch verbreitet. Sie bewohnen Vorräte, insbesondere von Getreiden, Mehl und Nüssen; man findet sie jedoch auch in Kompost, faulendem Heu, unter Rinde und in ähnlichen Lebensräumen. Sie machen dort hauptsächlich Jagd auf Insektenlarven, die insbesondere an den Vorräten fressen. Nur selten fressen sie bereits befallene Körner.

## Belege